# Botas de potro
Las botas del potro, parte del atuendo tradicional del gaucho, habitante de los territorios correspondientes a los estados que hoy son Argentina, Chile, Sur de Brasil, Uruguay es un tipo de calzado utilizado  hasta aproximadamente 1850. 
Originalmente fueron creadas por los mapuches también conocidos como "araucanos", y llegaron a ser usadas por otros pueblos indígenas de Chile como los pehuenches, posteriormente con la araucanización su uso se masifico en la pampa argentina, llegando a ser usada por los tehuelches, los ranqueles y los indios pampas. Algo importante que destacar es que los mapuches solo usaban estas botas para montar a caballo, a diferencia de los indios de la pampa que no se las sacaban ni para dormir.

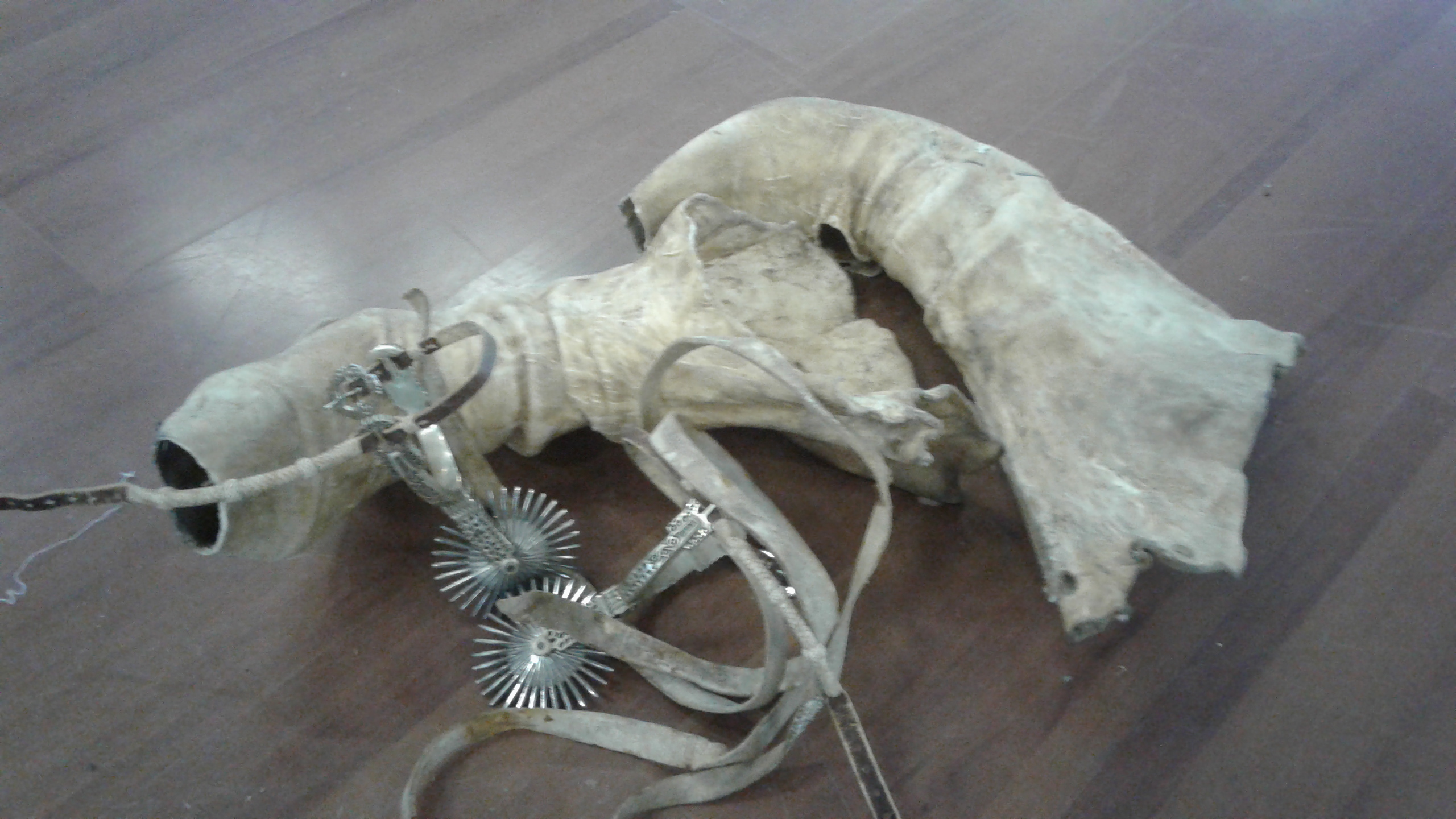
Botas de potro, con espuelas de uso en Brasil.

Según «La historia del atuendo» de Fernando Azzunçao y según la investigadora italiana Ornella Panisello en su libro Ciao mondo" («Hola mundo»), la bota de potro está hecha con  cuero de la parte baja de la pierna del caballo o potro (porción matecarpo falángica)  preferentemente este último por la mayor resistencia de su dermis, que servía para la protección de los pies, y su caña (elevación) de resguardo para las espinas del monte y las irregularidades de la vegetación. También se puede hacer con cuero de vaca, puede tener o no la puntera (con dedos afuera o no). En el sur de Brasil se las conoce como "bota de garrão de potro". 